# Night of the Living Dead 3D: Re-Animation
Night of the Living Dead 3D: Re-Animation es una película de terror de 2012 precuela de la película de 2006, Night of the Living Dead 3D. Está protagonizada por Andrew Divoff (también coproductor), Jeffrey Peines, Sarah Lieving y Denice Duff.

## Argumento
El encargado de una funeraria, Gerald Tovar, Jr., hereda dicho negocio de la familia y accidentalmente expone cientos de cadáveres no incinerados a desechos médicos tóxicos. Mientras los cadáveres reaniman, el hermano menor de Gerald, Harold, quien está en busca de la herencia, se muestra de forma inesperada y se topa con Gerald tratando de mantener el brote zombi bajo control. La rivalidad entre hermanos da paso a la locura cuando Harold descubre el secreto oscuro de Gerald: el cadáver recién exhumado y convertido en zombi de su padre. La película también cuenta con el personaje de 'Sister Sara', una parodia de Sarah Palin, que trabaja para un medio de comunicación llamado "Fixed News" - que es, al parecer, una parodia de 'Fox News'-, y hace referencia a la película original de 1968 La noche de los muertos vivientes con comentarios como: "Son los zombis Romero" y "Pittsburgh es la capital zombie."

## Reparto
- Andrew Divoff ...  Gerald Tovar, Jr.[2]
- Jeffrey Combs ...  Harold Tovar[3]
- Sarah Lieving ... Cristie Forrest
- Robin Sydney ...  DyeAnne
- Adam Chambers ...  Russell
- Scott Thomson ...  Werner Gottshok
- Denice Duff ...  Sister Sara[4]